# Meilenstein (Hoym)

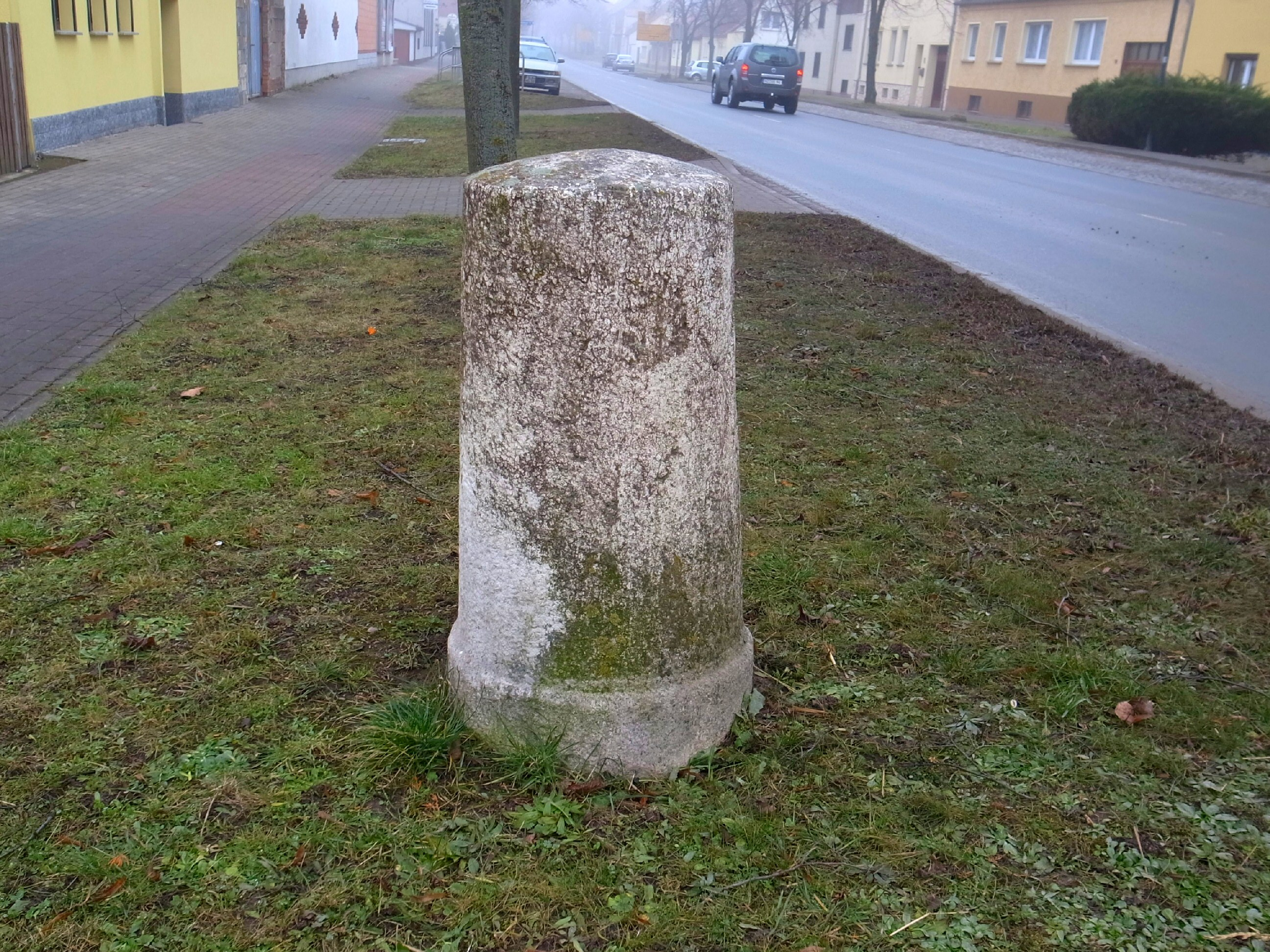
Anhaltischer Meilenstein in Hoym

Der Meilenstein in Hoym ist ein Kleindenkmal der Stadt Seeland im Salzlandkreis in Sachsen-Anhalt.
Dadurch, dass Anhalt von Osten nach Westen recht langgestreckt ist, besitzt es im Westteil in der Nähe des Harzes auch Meilensteine, die zweistellige Entfernungsangaben tragen. Ein solcher anhaltischer Rundsockelstein befindet sich an der nördlichen Straßenseite in der Quedlinburger Straße in Hoym. Die Meilensteine Anhalts wurden zunächst im Meilen-System aufgestellt. Die anhaltische Meile entsprach der preußischen Meile, war also 7,532 Kilometer lang. Später erfolgte teilweise eine Umsetzung in das Kilometer-System.
Bei dem Distanzanzeiger in Hoym handelt es sich um einen 10-Meilen-Stein, der recht genau 75 Kilometer von Dessau entfernt steht. Ohne diese Distanz wäre seine Einordnung schon schwieriger, da er heute keine lesbaren Inschriften mehr zu besitzen scheint. So hingegen kann man von einem Originalstandort als Meilenstein ausgehen. Im Jahr 1996 wurde der Stein an der damaligen Bundesstraße 6 (heute Landesstraße 85) um 900 Meter gen Ortsmitte versetzt. Dort stand er aber so ungünstig, dass ein Verkehrsunfall mit dem Stein im Jahr 1999 dazu führte, dass man ihn zu seinem Originalstandort zurückbrachte. Er steht unter Denkmalschutz und trägt im Denkmalverzeichnis die Erfassungsnummer 094 95387.